# Жамбыл (Карагандинская область)
Жамбыл (каз. Жамбыл) — упразднённый посёлок в Шетском районе Карагандинской области Казахстана. Являлся административным центром и единственным населённым пунктом Жамбылской поселковой администрации. Исключен из учётных данных в 2023 году
Код КАТО — 356449100.

## География
Находится в 128 км к западу от железнодорожной станции Киик (на линии Караганда—Мойынты). Назван в честь казахского акына Джамбула Джабаева. Возле посёлка проводится добыча руд цветных металлов на Караобинском месторождении вольфрама и молибдена.

## История
Посёлок возник в 1946 году как населённый пункт при руднике имени Джамбула. В 1950 году отнесён к категории посёлков городского типа.

## Население
В 1999 году население посёлка составляло 464 человека (247 мужчин и 217 женщин). По данным переписи 2009 года в посёлке проживал 151 человек (90 мужчин и 61 женщина).